# Tofi (marca)
Tofi es una golosina argentina producida por Arcor con más de 25 años de antigüedad.
Es básicamente un chocolate con leche relleno con dulce de leche con sabor a Rhum. Es conocido por un comercial de la década de 1980 en el cual sonaba "una dulzura especial" mientras una pareja caminaba por la playa.
Inicialmente la presentación (formato más popular) era de chocolate de 27 g, pero con el tiempo Arcor decidió incluir otros tamaños (55 g y 100 g) y la variante en chocolate blanco.